# ادمینگتون
ادمینگتون (به انگلیسی: Admington) یک روستا و محله مدنی در بریتانیا است که در استراتفورد آن ایوان واقع شده‌است. ادمینگتون ۱۰۰ نفر جمعیت دارد.